# 庚二腈
庚二腈是一种有机化合物，化学式为C5H10(CN)2。它的LD50为126mg/kg（小鼠，口）、500mg/kg（大鼠，口）。

## 配合物
庚二腈可以和五氯化铌形成配合物，其结构为Cl5Nb(NC(CH2)5CN)NbCl5，为无色针状晶体。